# Senecio pyrenaicus subsp. caespitosus
Senecio pyrenaicus subsp. caespitosus, comummente conhecida como erva-loira-da-estrela, é uma subespécie de planta com flor pertencente à família das Asteráceas e ao tipo fisionómico dos caméfitos.

## Etimologia
Do que toca ao nome científico:
- No que toca ao nome genérico, Senecio, apesar de ser um nome latino, a origem remonta ao período helénico.[3] Com efeito, Pedânio Dioscórides[3] referiu que o nome grego deste género de plantas era Erigeron (ἠριγέρων)[4], que resulta da aglutinação dos étimos ἦρι[5], que significa «madrugada» e γέρων[6], que significa «velho». Este nome grego terá sido traduzido para latim sob o nome Sĕnĕcĭo[7], que significa simplesmente «homem velho; velhote».[8] Tal designação surge por alusão ao envelhecimento das folhas daplantas deste género, que lembram o encanecimento dos cabelos nos homens de idade.[8][3]
- No que toca ao epíteto específico, pyrenaicus, significa «que é dos Pirenéus».[9]
- Por seu turno, o epíteto subespecífico, caespitosus, é um termo neolatino,[10] que significa «cespitoso[11]» ou «relvado», derivando do étimo latino clássico caespĕs[12], que significa «relvado».

## Portugal
Trata-se de uma subespécie presente no território português, nomeadamente em Portugal Continental, mais propriamente na zona da Serra da Estrela, de onde é exclusiva.
Em termos de naturalidade é endémica da região atrás referida.

### Ecologia
Brota entre escarpas e fendas de grandes afloramentos graníticos, acima dos 1.700 metros de altura, em espaços úmbrios, onde neve durante períodos de tempo prolongados.

## Espécie Vulnerável
Encontra-se categorizada como uma espécie vulnerável, por virtude do reduzido número de indivíduos, estimados em menos de 1000 espécimes maduros, que compõem a sua população. Bem como pelo facto de se cingir a uma localização pouco extensa.
Esta subespécie é particularmente frágil aos efeitos das alterações climáticas, sendo esta a principal ameaça à sua conservação. 

### Protecção
Encontra-se protegida por legislação portuguesa ou da Comunidade Europeia, nomeadamente pelo Anexo IV da Directiva Habitats.

## Taxonomia
A autoridade científica da subespécie é (Brot.) Franco, tendo sido publicada em Nova Fl. Portugal 2: 426, 570 (1984).